# A.J. Johnson (giocatore di football americano 1991)
Alexander James Johnson, detto A.J. (Gainesville, 24 dicembre 1991), è un giocatore di football americano statunitense che milita nel ruolo di linebacker per i Denver Broncos della National Football League (NFL).

## Carriera universitaria
Johnson al college giocò all'Università del Tennessee dal 2011 al 2014.

## Carriera professionistica
Johnson nel 2018 firmò con i Denver Broncos come undrafted free agent, giocando solo una partita della stagione regolare, venendo poi svincolato il 29 novembre. Subito dopo rifirmò per fare parte della squadra di allenamento, firmando poi un nuovo contratto il 2 gennaio 2019.
La prima partita da titolare la giocò nella settimana 5 della stagione 2019 contro i Los Angeles Chargers, mettendo a segno il suo primo intercetto in carriera sul quarterback Philip Rivers. La settimana successiva fece registrare 1,5 sack e 9 tackle totali nella vittoria per 16-0 contro i Tennessee Titans.